# Agusta A.104 Hélicar

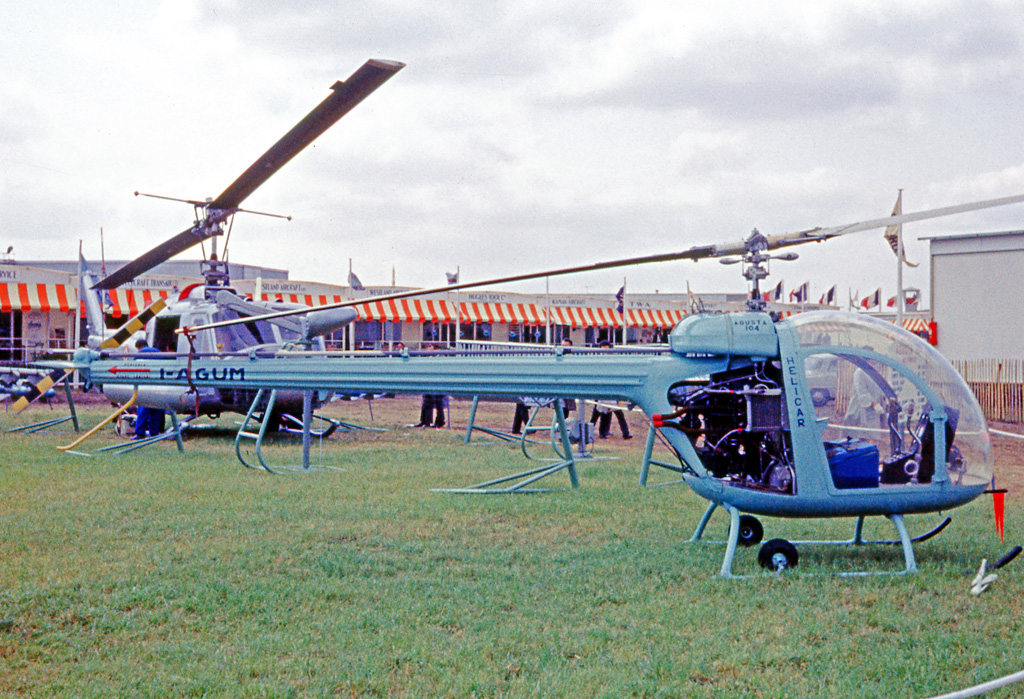
Exposition d'un Agusta 104 au Bourget 1963.

L’Agusta A.104 Helicar était un prototype d'hélicoptère commercial italien léger dont le premier vol a eu lieu en décembre 1960.
L’A.104 était une version légèrement agrandie de l’ A.103 ; il comprenait un deuxième siège à côté de celui du pilote. Le cockpit était entouré d’une bulle en perspex, le moteur à l’arrière et le rotor de queue embarqué sur une flèche fermée.
Deux prototypes à moteur à piston ont été construits, suivis d'un seul exemple de variante à turbine nommée A.104BT . Aucune production n'en a résulté.

## Survivant
Un exemplaire du A.104 est conservé au Museo Agusta, il est maintenu par la société Agusta et est situé  au sud de l'aéroport de Milan Malpensa.